# Elaine Shemilt
Elaine Shemilt   (Edimburg, 7 de maig de 1954) és una artista escocesa.
És una artista que treballa amb diferents llenguatges, com ara la instal·lació, l'escultura, la pintura, el gravat, el vídeo i la performance. Quan encara era una estudiant, l'any 1976, va crear l'obra Constraint per a la qual va fotografiar el seu cos nu, lligat des del cap fins als peus.
L'artista explicava la gènesi de la seva obra amb aquestes paraules: «Ho vaig fer com a resposta a una sèrie de conferències impartides per l'anterior responsable del departament d'escultura de la Slade School of Art de Londres, que va arribar a afirmar en una de les ponències que una dona no podia ser alhora artista i dona. Va ser una espècie de protesta silenciosa [...], l'objectiu era fer que l'obra es convertís en atemporal perquè totes les dones s'hi identifiquessin amb les seves pròpies raons. Sé que hi va haver moltes dones joves que es van sentir furioses o molt deprimides. Helen Chadwick i jo érem amigues i rèiem molt de tot plegat i fèiem tot el possible per contraatacar.»

## Obres destacades
- I'm dead, 1975
- Art into protest, 1975
- Ancient Death Rituals, 1979
- Bullets & Lipstick, 1981
- Doppelganger, 1979-1981
- Momento Mori, 1996
- Chimera, 1998–99
- Legacy, 2004
- Rush, 2007
- The Dry Valley, 2010
- Quattro minuti di mezzorgiorno, 2011